# Campeonato Mundial de Fórmula 1 de 1960
A Temporada de Fórmula 1 de 1960 foi a 11ª realizada pela FIA. Teve como campeão o australiano Jack Brabham.

## Pilotos e Construtores
| Equipe                                          | Construtor            | Chassi(s) | Motor                   | Pneus | Piloto                    | Corridas        |
| ----------------------------------------------- | --------------------- | --------- | ----------------------- | ----- | ------------------------- | --------------- |
| Camoradi International                          | Behra-Porsche-Porsche | RSK       | Porsche 547/3 1.5 F4    | D     | Masten Gregory            | 1               |
| Camoradi International                          | Behra-Porsche-Porsche | RSK       | Porsche 547/3 1.5 F4    | D     | Fred Gamble               | 9               |
| Scuderia Centro Sud                             | Cooper-Maserati       | T51       | Maserati 250S 2.5 L4    | D     | Roberto Bonomi            | 1               |
| Scuderia Centro Sud                             | Cooper-Maserati       | T51       | Maserati 250S 2.5 L4    | D     | Carlos Menditeguy         | 1               |
| Scuderia Centro Sud                             | Cooper-Maserati       | T51       | Maserati 250S 2.5 L4    | D     | Masten Gregory            | 2, 4, 6–8       |
| Scuderia Centro Sud                             | Cooper-Maserati       | T51       | Maserati 250S 2.5 L4    | D     | Ian Burgess               | 2, 6–7, 10      |
| Scuderia Centro Sud                             | Cooper-Maserati       | T51       | Maserati 250S 2.5 L4    | D     | Maurice Trintignant       | 2, 4, 6, 10     |
| Scuderia Centro Sud                             | Cooper-Maserati       | T51       | Maserati 250S 2.5 L4    | D     | Mário de Araújo Cabral    | 8               |
| Scuderia Centro Sud                             | Cooper-Maserati       | T51       | Maserati 250S 2.5 L4    | D     | Alfonso Thiele            | 9               |
| Scuderia Centro Sud                             | Cooper-Maserati       | T51       | Maserati 250S 2.5 L4    | D     | Wolfgang von Trips        | 10              |
| Giorgio Scarlatti                               | Maserati              | 250F      | Maserati 250F1 2.5 L6   | D     | Giorgio Scarlatti         | 1               |
| Nasif Estéfano                                  | Maserati              | 250F      | Maserati 250F1 2.5 L6   | D     | Nasif Estéfano            | 1               |
| Antonio Creus                                   | Maserati              | 250F      | Maserati 250F1 2.5 L6   | D     | Antonio Creus             | 1               |
| Gino Munaron                                    | Maserati              | 250F      | Maserati 250F1 2.5 L6   | D     | Gino Munaron              | 1               |
| Cooper Car Company                              | Cooper-Climax         | T51 T53   | Climax FPF 2.5 L4       | D     | Bruce McLaren             | 1–2, 4–8, 10    |
| Cooper Car Company                              | Cooper-Climax         | T51 T53   | Climax FPF 2.5 L4       | D     | Jack Brabham              | 1–2, 4–8, 10    |
| Cooper Car Company                              | Cooper-Climax         | T51 T53   | Climax FPF 2.5 L4       | D     | Chuck Daigh               | 7               |
| Cooper Car Company                              | Cooper-Climax         | T51 T53   | Climax FPF 2.5 L4       | D     | Ron Flockhart             | 10              |
| Team Lotus                                      | Lotus-Climax          | 18 16     | Climax FPF 2.5 L4       | D     | Innes Ireland             | 1–2, 4–8, 10    |
| Team Lotus                                      | Lotus-Climax          | 18 16     | Climax FPF 2.5 L4       | D     | Alan Stacey               | 1–2, 4–5        |
| Team Lotus                                      | Lotus-Climax          | 18 16     | Climax FPF 2.5 L4       | D     | Alberto Rodríguez Larreta | 1               |
| Team Lotus                                      | Lotus-Climax          | 18 16     | Climax FPF 2.5 L4       | D     | John Surtees              | 2, 7–8, 10      |
| Team Lotus                                      | Lotus-Climax          | 18 16     | Climax FPF 2.5 L4       | D     | Jim Clark                 | 4–8, 10         |
| Team Lotus                                      | Lotus-Climax          | 18 16     | Climax FPF 2.5 L4       | D     | Ron Flockhart             | 6               |
| Scuderia Ferrari                                | Ferrari               | 246       | Ferrari 155 2.4 V6      | D     | Cliff Allison             | 1–2             |
| Scuderia Ferrari                                | Ferrari               | 246       | Ferrari 155 2.4 V6      | D     | Phil Hill                 | 1–2, 4–9        |
| Scuderia Ferrari                                | Ferrari               | 246       | Ferrari 155 2.4 V6      | D     | Wolfgang von Trips        | 1–2, 4–8        |
| Scuderia Ferrari                                | Ferrari               | 246       | Ferrari 155 2.4 V6      | D     | José Froilán González     | 1               |
| Scuderia Ferrari                                | Ferrari               | 246       | Ferrari 155 2.4 V6      | D     | Richie Ginther            | 4, 9            |
| Scuderia Ferrari                                | Ferrari               | 246       | Ferrari 155 2.4 V6      | D     | Willy Mairesse            | 5–6, 9          |
| Scuderia Ferrari                                | Ferrari               | 246P      | Ferrari 171 2.4 V6      | D     | Richie Ginther            | 2               |
| Scuderia Ferrari                                | Ferrari               | 246P      | Ferrari 1.5 V6          | D     | Wolfgang von Trips        | 9               |
| Ecurie Bleue                                    | Cooper-Climax         | T51       | Climax FPF 2.2 L4       | D     | Harry Schell              | 1               |
| R.R.C. Walker Racing Team                       | Lotus-Climax          | 18        | Climax FPF 2.5 L4       | D     | Stirling Moss             | 2, 4–5, 8, 10   |
| R.R.C. Walker Racing Team                       | Cooper-Climax         | T51       | Climax FPF 2.5 L4       | D     | Stirling Moss             | 1               |
| R.R.C. Walker Racing Team                       | Cooper-Climax         | T51       | Climax FPF 2.5 L4       | D     | Maurice Trintignant       | 1               |
| R.R.C. Walker Racing Team                       | Cooper-Climax         | T51       | Climax FPF 2.5 L4       | D     | Lance Reventlow           | 7               |
| Owen Racing Organisation                        | BRM                   | P25 P48   | BRM P25 2.5 L4          | D     | Jo Bonnier                | 1–2, 4–8, 10    |
| Owen Racing Organisation                        | BRM                   | P25 P48   | BRM P25 2.5 L4          | D     | Graham Hill               | 1–2, 4–8, 10    |
| Owen Racing Organisation                        | BRM                   | P25 P48   | BRM P25 2.5 L4          | D     | Dan Gurney                | 2, 4–8, 10      |
| Ettore Chimeri                                  | Maserati              | 250F      | Maserati 250F1 2.5 L6   | D     | Ettore Chimeri            | 1               |
| Fred Tuck Cars                                  | Cooper-Climax         | T51       | Climax FPF 2.5 L4       | D     | Bruce Halford             | 2               |
| Fred Tuck Cars                                  | Cooper-Climax         | T51       | Climax FPF 2.5 L4       | D     | Lucien Bianchi            | 6–7             |
| High Efficiency Motors C.T. Atkins              | Cooper-Climax         | T51       | Climax FPF 2.5 L4       | D     | Roy Salvadori             | 2, 10           |
| High Efficiency Motors C.T. Atkins              | Cooper-Climax         | T51       | Climax FPF 2.5 L4       | D     | Jack Fairman              | 7               |
| Yeoman Credit Racing Team                       | Cooper-Climax         | T51       | Climax FPF 2.5 L4       | D     | Chris Bristow             | 2, 4–5          |
| Yeoman Credit Racing Team                       | Cooper-Climax         | T51       | Climax FPF 2.5 L4       | D     | Tony Brooks               | 2, 4–5, 7–8, 10 |
| Yeoman Credit Racing Team                       | Cooper-Climax         | T51       | Climax FPF 2.5 L4       | D     | Henry Taylor              | 4, 6–8, 10      |
| Yeoman Credit Racing Team                       | Cooper-Climax         | T51       | Climax FPF 2.5 L4       | D     | Olivier Gendebien         | 5–8, 10         |
| Yeoman Credit Racing Team                       | Cooper-Climax         | T51       | Climax FPF 2.5 L4       | D     | Bruce Halford             | 6               |
| Yeoman Credit Racing Team                       | Cooper-Climax         | T51       | Climax FPF 2.5 L4       | D     | Phil Hill                 | 10              |
| J.B. Naylor                                     | JBW-Maserati          | 59        | Maserati 250S 2.5 L4    | D     | Brian Naylor              | 2, 7, 9–10      |
| Scuderia Eugenio Castellotti                    | Cooper-Castellotti    | T51       | Castellotti 2.5 L4      | D     | Gino Munaron              | 2, 6–7, 9       |
| Scuderia Eugenio Castellotti                    | Cooper-Castellotti    | T51       | Castellotti 2.5 L4      | D     | Giorgio Scarlatti         | 2, 9            |
| Scuderia Eugenio Castellotti                    | Cooper-Castellotti    | T51       | Castellotti 2.5 L4      | D     | Giulio Cabianca           | 9               |
| Reventlow Automobiles Inc.                      | Scarab                | F1        | Scarab 2.5 L4           | D     | Chuck Daigh               | 2, 4–6, 10      |
| Reventlow Automobiles Inc.                      | Scarab                | F1        | Scarab 2.5 L4           | D     | Lance Reventlow           | 2, 4–5          |
| Reventlow Automobiles Inc.                      | Scarab                | F1        | Scarab 2.5 L4           | D     | Richie Ginther            | 6               |
| David Brown Corporation                         | Aston Martin          | DBR4 DBR5 | Aston Martin RB6 2.5 L6 | D     | Roy Salvadori             | 4, 7            |
| David Brown Corporation                         | Aston Martin          | DBR4 DBR5 | Aston Martin RB6 2.5 L6 | D     | Maurice Trintignant       | 7               |
| Ecurie Maarsbergen                              | Cooper-Climax         | T51       | Climax FPF 1.5 L4       | D     | Carel Godin de Beaufort   | 4               |
| Taylor-Crawley Racing Team                      | Lotus-Climax          | 18        | Climax FPF 2.5 L4       | D     | Mike Taylor               | 5               |
| Equipe Nationale Belge                          | Cooper-Climax         | T45       | Climax FPF 2.5 L4       | D     | Lucien Bianchi            | 5               |
| Vandervell Products                             | Vanwall               | VW 11     | Vanwall 254 2.5 L4      | D     | Tony Brooks               | 6               |
| Robert Bodle Ltd                                | Lotus-Climax          | 16        | Climax FPF 2.5 L4       | D     | David Piper               | 6–7             |
| Gilby Engineering                               | Cooper-Maserati       | T45       | Maserati 250S 2.5 L4    | D     | Keith Greene              | 7               |
| Arthur Owen                                     | Cooper-Climax         | T45       | Climax FPF 2.2 L4       | D     | Arthur Owen               | 9               |
| Wolfgang Seidel                                 | Cooper-Climax         | T45       | Climax FPF 1.5 L4       | D     | Wolfgang Seidel           | 9               |
| Scuderia Colonia                                | Cooper-Climax         | T43       | Climax FPF 1.5 L4       | D     | Piero Drogo               | 9               |
| H.H. Gould                                      | Maserati              | 250F      | Maserati 250F1 2.5 L6   | D     | Horace Gould              | 9               |
| Dr Ing F. Porsche KG Porsche System Engineering | Porsche               | 718/2     | Porsche 547/3 1.5 F4    | D     | Edgar Barth               | 9               |
| Dr Ing F. Porsche KG Porsche System Engineering | Porsche               | 718/2     | Porsche 547/3 1.5 F4    | D     | Hans Herrmann             | 9               |
| Equipe Prideaux/Dick Gibson                     | Cooper-Climax         | T43       | Climax FPF 1.5 L4       | D     | Vic Wilson                | 9               |
| Joe Lubin                                       | Maserati              | 250F      | Maserati 250S 2.5 L4    | D     | Bob Drake                 | 10              |
| Jim Hall                                        | Lotus-Climax          | 18        | Climax FPF 2.5 L4       | D     | Jim Hall                  | 10              |
| Fred Armbruster                                 | Cooper-Ferrari        | T45       | Ferrari 107 2.5 L4      | D     | Pete Lovely               | 10              |

## Resultados

### Grandes Prêmios
| Prova | Grande Prêmio        | Data           | Local             | Vencedor      | Construtor         | Resumo   |
| ----- | -------------------- | -------------- | ----------------- | ------------- | ------------------ | -------- |
| 1     | GP da Argentina      | 7 de fevereiro | Oscar Gálvez      | Bruce McLaren | Cooper-Climax      | Detalhes |
| 2     | GP de Mônaco         | 29 de maio     | Monaco            | Stirling Moss | Lotus-Climax       | Detalhes |
| 3     | Indianápolis 500     | 30 de maio     | Indianapolis      | Jim Rathmann  | Watson-Offenhauser | Detalhes |
| 4     | GP dos Países Baixos | 6 de junho     | Zandvoort         | Jack Brabham  | Cooper-Climax      | Detalhes |
| 5     | GP da Bélgica        | 19 de junho    | Spa-Francorchamps | Jack Brabham  | Cooper-Climax      | Detalhes |
| 6     | GP da França         | 3 de julho     | Reims             | Jack Brabham  | Cooper-Climax      | Detalhes |
| 7     | GP da Grã-Bretanha   | 16 de julho    | Silverstone       | Jack Brabham  | Cooper-Climax      | Detalhes |
| 8     | GP de Portugal       | 14 de agosto   | Porto             | Jack Brabham  | Cooper-Climax      | Detalhes |
| 9     | GP da Itália         | 4 de setembro  | Monza             | Phil Hill     | Ferrari            | Detalhes |
| 10    | GP dos EUA           | 20 de novembro | Riverside         | Stirling Moss | Lotus-Climax       | Detalhes |

### Pilotos
| Pos. | Piloto                    | ARG      | MON | 500 | NED | BEL | FRA | GBR | POR | ITA | USA | Pts.    |
| ---- | ------------------------- | -------- | --- | --- | --- | --- | --- | --- | --- | --- | --- | ------- |
| 1    | Jack Brabham              | Ret      | DSQ |     | 1   | 1   | 1   | 1   | 1   |     | 4   | 43      |
| 2    | Bruce McLaren             | 1        | 2   |     | Ret | 2   | 3   | 4   | 2   |     | 3   | 34 (37) |
| 3    | Stirling Moss             | 3† / Ret | 1   |     | 4   | Ret |     |     | DSQ |     | 1   | 19      |
| 4    | Innes Ireland             | 6        | 9   |     | 2   | Ret | 7   | 3   | 6   |     | 2   | 18      |
| 5    | Phil Hill                 | 8        | 3   |     | Ret | 4   | 12  | 7   | Ret | 1   | 6   | 16      |
| 6    | Olivier Gendebien         |          |     |     |     | 3   | 2   | 9   | 7   |     | 12  | 10      |
| 7    | Wolfgang von Trips        | 5        | 8   |     | 5   | Ret | 11  | 6   | 4   | 5   | 9   | 10      |
| 8    | Jim Rathmann              |          |     | 1   |     |     |     |     |     |     |     | 8       |
| 9    | Richie Ginther            |          | 6   |     | 6   |     | Ret |     |     | 2   |     | 8       |
| 10   | Jim Clark                 |          |     |     | Ret | 5   | 5   | 16  | 3   |     | 16  | 8       |
| 11   | Tony Brooks               |          | 4   |     | Ret | Ret | Ret | 5   | 5   |     | Ret | 7       |
| 12   | John Surtees              |          | Ret |     |     |     |     | 2   | Ret |     | Ret | 6       |
| 13   | Cliff Allison             | 2        | DNQ |     |     |     |     |     |     |     |     | 6       |
| 14   | Rodger Ward               |          |     | 2   |     |     |     |     |     |     |     | 6       |
| 15   | Graham Hill               | Ret      | 7   |     | 3   | Ret | Ret | Ret | Ret |     | Ret | 4       |
| 16   | Willy Mairesse            |          |     |     |     | Ret | Ret |     |     | 3   |     | 4       |
| 17   | Paul Goldsmith            |          |     | 3   |     |     |     |     |     |     |     | 4       |
| 18   | Maurice Trintignant       | 3†       | Ret |     | Ret |     | Ret | 11  |     |     | 15  | 4       |
| 19   | Joakim Bonnier            | 7        | 5   |     | Ret | Ret | Ret | Ret | Ret |     | 5   | 4       |
| 20   | Henry Taylor              |          |     |     | 7   |     | 4   | 8   |     |     | 14  | 3       |
| 21   | Carlos Menditeguy         | 4        |     |     |     |     |     |     |     |     |     | 3       |
| 22   | Don Branson               |          |     | 4   |     |     |     |     |     |     |     | 3       |
| 23   | Giulio Cabianca           |          |     |     |     |     |     |     |     | 4   |     | 3       |
| 24   | Johnny Thomson            |          |     | 5   |     |     |     |     |     |     |     | 2       |
| 25   | Lucien Bianchi            |          |     |     |     | 6   | Ret | Ret |     |     |     | 1       |
| 26   | Ron Flockhart             |          |     |     |     |     | 6   |     |     |     | Ret | 1       |
| 27   | Eddie Johnson             |          |     | 6   |     |     |     |     |     |     |     | 1       |
| 28   | Hans Herrmann             |          |     |     |     |     |     |     |     | 6   |     | 1       |
| 29   | Lloyd Ruby                |          |     | 7   |     |     |     |     |     |     |     | 0       |
| 30   | Edgar Barth               |          |     |     |     |     |     |     |     | 7   |     | 0       |
| 31   | Roy Salvadori             |          | Ret |     | DNS |     |     | Ret |     |     | 8   | 0       |
| 32   | Bruce Halford             |          | DNQ |     |     |     | 8   |     |     |     |     | 0       |
| 33   | Bob Veith                 |          |     | 8   |     |     |     |     |     |     |     | 0       |
| 34   | Carel Godin de Beaufort   |          |     |     | 8   |     |     |     |     |     |     | 0       |
| 35   | Piero Drogo               |          |     |     |     |     |     |     |     | 8   |     | 0       |
| 36   | Masten Gregory            | 12       | DNQ |     | DNS |     | 9   | 14  | Ret |     |     | 0       |
| 37   | Alberto Rodriguez Larreta | 9        |     |     |     |     |     |     |     |     |     | 0       |
| 38   | Bud Tingelstad            |          |     | 9   |     |     |     |     |     |     |     | 0       |
| 39   | Wolfgang Seidel           |          |     |     |     |     |     |     |     | 9   |     | 0       |
| 40   | Dan Gurney                |          | Ret |     | Ret | Ret | Ret | 10  | Ret |     |     | 0       |
| 41   | Chuck Daigh               |          | DNQ |     | DNS | Ret | Ret | Ret |     |     | 10  | 0       |
| 42   | Ian Burgess               |          | DNQ |     |     |     | 10  | Ret |     |     | Ret | 0       |
| 43   | José Froilán González     | 10       |     |     |     |     |     |     |     |     |     | 0       |
| 44   | Bob Christie              |          |     | 10  |     |     |     |     |     |     |     | 0       |
| 45   | Fred Gamble               |          |     |     |     |     |     |     |     | 10  |     | 0       |
| 46   | Roberto Bonomi            | 11       |     |     |     |     |     |     |     |     |     | 0       |
| 47   | Red Amick                 |          |     | 11  |     |     |     |     |     |     |     | 0       |
| 48   | David Piper               |          |     |     |     |     | Ret | 12  |     |     |     | 0       |
| 49   | Duane Carter              |          |     | 12  |     |     |     |     |     |     |     | 0       |
| 50   | Gino Munaron              | 13       |     |     |     |     | Ret | 15  |     | Ret |     | 0       |
| 51   | Brian Naylor              |          | DNQ |     |     |     |     | 13  |     | Ret | Ret | 0       |
| 52   | Bill Homeier              |          |     | 13  |     |     |     |     |     |     |     | 0       |
| 53   | Nasif Estéfano            | 14       |     |     |     |     |     |     |     |     |     | 0       |
| 54   | Gene Hartley              |          |     | 14  |     |     |     |     |     |     |     | 0       |
| 55   | Chuck Stevenson           |          |     | 15  |     |     |     |     |     |     |     | 0       |
| 56   | Bobby Grim                |          |     | 16  |     |     |     |     |     |     |     | 0       |
| —    | Alan Stacey               | Ret      | Ret |     | Ret | Ret |     |     |     |     |     | 0       |
| —    | Chris Bristow             |          | Ret |     | Ret | Ret |     |     |     |     |     | 0       |
| —    | Giorgio Scarlatti         | Ret      | DNQ |     |     |     |     |     |     | Ret |     | 0       |
| —    | Lance Reventlow           |          | DNQ |     | DNS | Ret |     |     |     |     |     | 0       |
| —    | Harry Schell              | Ret      |     |     |     |     |     |     |     |     |     | 0       |
| —    | Ettore Chimeri            | Ret      |     |     |     |     |     |     |     |     |     | 0       |
| —    | Antonio Creus             | Ret      |     |     |     |     |     |     |     |     |     | 0       |
| —    | Shorty Templeman          |          |     | Ret |     |     |     |     |     |     |     | 0       |
| —    | Jim Hurtubise             |          |     | Ret |     |     |     |     |     |     |     | 0       |
| —    | Jimmy Bryan               |          |     | Ret |     |     |     |     |     |     |     | 0       |
| —    | Troy Ruttman              |          |     | Ret |     |     |     |     |     |     |     | 0       |
| —    | Eddie Sachs               |          |     | Ret |     |     |     |     |     |     |     | 0       |
| —    | Don Freeland              |          |     | Ret |     |     |     |     |     |     |     | 0       |
| —    | Tony Bettenhausen         |          |     | Ret |     |     |     |     |     |     |     | 0       |
| —    | Wayne Weiler              |          |     | Ret |     |     |     |     |     |     |     | 0       |
| —    | A. J. Foyt                |          |     | Ret |     |     |     |     |     |     |     | 0       |
| —    | Eddie Russo               |          |     | Ret |     |     |     |     |     |     |     | 0       |
| —    | Johnny Boyd               |          |     | Ret |     |     |     |     |     |     |     | 0       |
| —    | Gene Force                |          |     | Ret |     |     |     |     |     |     |     | 0       |
| —    | Jim McWithey              |          |     | Ret |     |     |     |     |     |     |     | 0       |
| —    | Len Sutton                |          |     | Ret |     |     |     |     |     |     |     | 0       |
| —    | Al Herman                 |          |     | Ret |     |     |     |     |     |     |     | 0       |
| —    | Dempsey Wilson            |          |     | Ret |     |     |     |     |     |     |     | 0       |
| —    | Dick Rathmann             |          |     | Ret |     |     |     |     |     |     |     | 0       |
| —    | Mike Taylor               |          |     |     |     | Ret |     |     |     |     |     | 0       |
| —    | Jack Fairman              |          |     |     |     |     |     | Ret |     |     |     | 0       |
| —    | Keith Greene              |          |     |     |     |     |     | Ret |     |     |     | 0       |
| —    | Mário de Araújo Cabral    |          |     |     |     |     |     |     | Ret |     |     | 0       |
| —    | Alfonso Thiele            |          |     |     |     |     |     |     |     | Ret |     | 0       |
| —    | Vic Wilson                |          |     |     |     |     |     |     |     | Ret |     | 0       |
| —    | Arthur Owen               |          |     |     |     |     |     |     |     | Ret |     | 0       |
| Pos. | Piloto                    | ARG      | MON | 500 | NED | BEL | FRA | GBR | POR | ITA | USA | Pts.    |

| Cor        | Resultado             |
| ---------- | --------------------- |
| Ouro       | Vencedor              |
| Prata      | 2.º lugar             |
| Bronze     | 3.º lugar             |
| Verde      | Terminou, nos pontos  |
| Azul       | Terminou, sem pontos  |
| Púrpura    | Ret – Retirou-se      |
| Vermelho   | NQ – Não qualificado  |
| Preto      | DSQ – Desqualificado  |
| Branco     | NL – Não largou       |
| Branco     | C – Corrida cancelada |
| Azul claro | AT – Apenas Treino    |
| Sem cor    | NP – Não participou   |
| Sem cor    | Les – Lesionado       |
| Sem cor    | EX – Excluído         |

- † Posição conquistada entre mais pilotos utilizando o mesmo carro – não contou pontos.
- Em negrito indica pole position e itálico volta mais rápida.

### Construtores
| Pos | Construtor            | Pontos  |
| --- | --------------------- | ------- |
| 1   | Cooper-Climax         | 48 (58) |
| 2   | Lotus-Climax          | 34 (37) |
| 3   | Ferrari               | 26 (27) |
| 4   | BRM                   | 8       |
| 5   | Cooper-Maserati       | 3       |
| 6   | Cooper-Castellotti    | 3       |
| 7   | Porsche               | 1       |
| 8   | Maserati              | 0       |
| 9   | JBW-Maserati          | 0       |
| 10  | Scarab                | 0       |
| 11  | Behra-Porsche-Porsche | 0       |
| 12  | Aston Martin          | 0       |